# Trithemis integra
Trithemis integra là loài chuồn chuồn trong họ Libellulidae. Loài này được Dijkstra mô tả khoa học đầu tiên năm 2007.